# Z podniesionym czołem 2: Odwet
Z podniesionym czołem 2: Odwet (ang. Walking Tall: The Payback) – amerykański film sensacyjny z 2007 roku w reżyserii Trippa Reeda. Wyprodukowany przez Sony Pictures Home Entertainment. Kontynuacja filmu Z podniesionym czołem (2004). Film doczekał się kontynuacji filmu Z podniesionym czołem 3: W imię sprawiedliwości (2007).

## Opis fabuły
Nick Prescott (Kevin Sorbo) przybywa do rodzinnego miasteczka, by pochować ojca – szeryfa, który zginął rzekomo w wypadku. Na miejscu odkrywa, że mieszkańców terroryzuje banda przestępców. Prescott postanawia sam przywrócić porządek w mieście.

## Obsada
- Kevin Sorbo jako Nick Prescott
- Haley Ramm jako Samantha Jensen
- Richard Dillard jako Charlie Prescott
- Gail Cronauer jako Emma Prescott
- Dell Johnson jako Hap Worrell
- A.J. Buckley jako Harvey Morris
- Bentley Mitchum jako Walter Morris
- Yvette Nipar jako agent Kate Jensen
- Jennifer Sipes jako Crystal Martin
- Todd Terry jako Lou Dowdy
- Jerry Cotton jako Traxell Byrne
- John S. Davies jako detektyw Pete Michaels
- Richard Nance jako Frank Boggs
- Marc Macaulay jako Herb Sherman
- Brad Leland jako Mitch
- David Frye jako Howie
- Craig Erickson jako Jack Simms
- Jackson Hurst jako Hank